# Красенка
Красенка — река в России, протекает по Фировскому району Тверской области. Устье реки находится в 85 км от устья Цны по правому берегу, напротив деревни Заречная. Длина реки составляет 21 км, площадь водосборного бассейна — 90,7 км².
На реке стоят деревни Великооктябрьского сельского поселения: Старое, Семеновщина, Теляково.

## Данные водного реестра
По данным государственного водного реестра России относится к Балтийскому бассейновому округу, водохозяйственный участок реки — Шлина, речной подбассейн реки — Волхов. Относится к речному бассейну реки Нева (включая бассейны рек Онежского и Ладожского озера).
Код объекта в государственном водном реестре — 01040200112102000019822.

## Топографические карты
- Лист карты O-36-92 Фирово. Масштаб: 1 : 100 000. Состояние местности на 1983 год. Издание 1987 г.
- Лист карты O-36-104 Жданово. Масштаб: 1 : 100 000. Состояние местности на 1969 год. Издание 1974 г.